# Trấn Bình, An Khang
Trấn Bình (chữ Hán phồn thể: 鎮坪縣, chữ Hán giản thể: 镇坪县, âm Hán Việt: Trấn Bình huyện) là một huyện thuộc địa cấp thị An Khang, tỉnh Thiểm Tây, Cộng hòa Nhân dân Trung Hoa. Huyện này có diện tích 1504 ki-lô-mét vuông, dân số năm 1999 là 57.037 người, năm 2002 là 60.000 người. Mã số bưu chính là 725600. Chính quyền huyện Trấn Bình đóng ở. Về mặt hành chính, huyện Trấn Bình được chia thành 1 trấn, 13 hương.
- Trấn: Thành Quan.
- Hương: Phỉ Hà, Tằng Gia, Hồng Thạch, Hồng Dương, Ngưu Đầu Điếm, Bạch Gia, Thạch Trại, Thượng Trúc, Tiểu Thự Hà, Chung Bảo, Ngõa Tử Bình, Hoa Bình, Thự Bình.